# Herbert Gruber
Herbert Gruber (ur. 9 listopada 1942 w Kolonii) – austriacki bobsleista. Srebrny medalista olimpijski z Grenoble.
Zawody w 1968 były jego drugimi igrzyskami olimpijskimi. Austriacki bob, w składzie Erwin Thaler, Reinhold Durnthaler, Gruber, Josef Eder, zajął drugie miejsce w czwórkach. Brał udział w IO 64 i IO 72, już bez medalowych osiągnięć. Gruber był również brązowym medalistą mistrzostw świata w 1971 (dwójki).